# Nilgau indyjski
Nilgau indyjski, dawniej: nilgau (Boselaphus tragocamelus) – największa antylopa azjatycka zamieszkująca subkontynent indyjski. Jedyny żyjący współcześnie przedstawiciel rodzaju nilgau (Boselaphus).
Zamieszkuje suche lasy Indii, obecnie zagrożona z powodu dewastacji jej naturalnego środowiska. Hindusi niechętnie na nią polują ze względu na podobieństwo do świętych krów indyjskich (zebu).

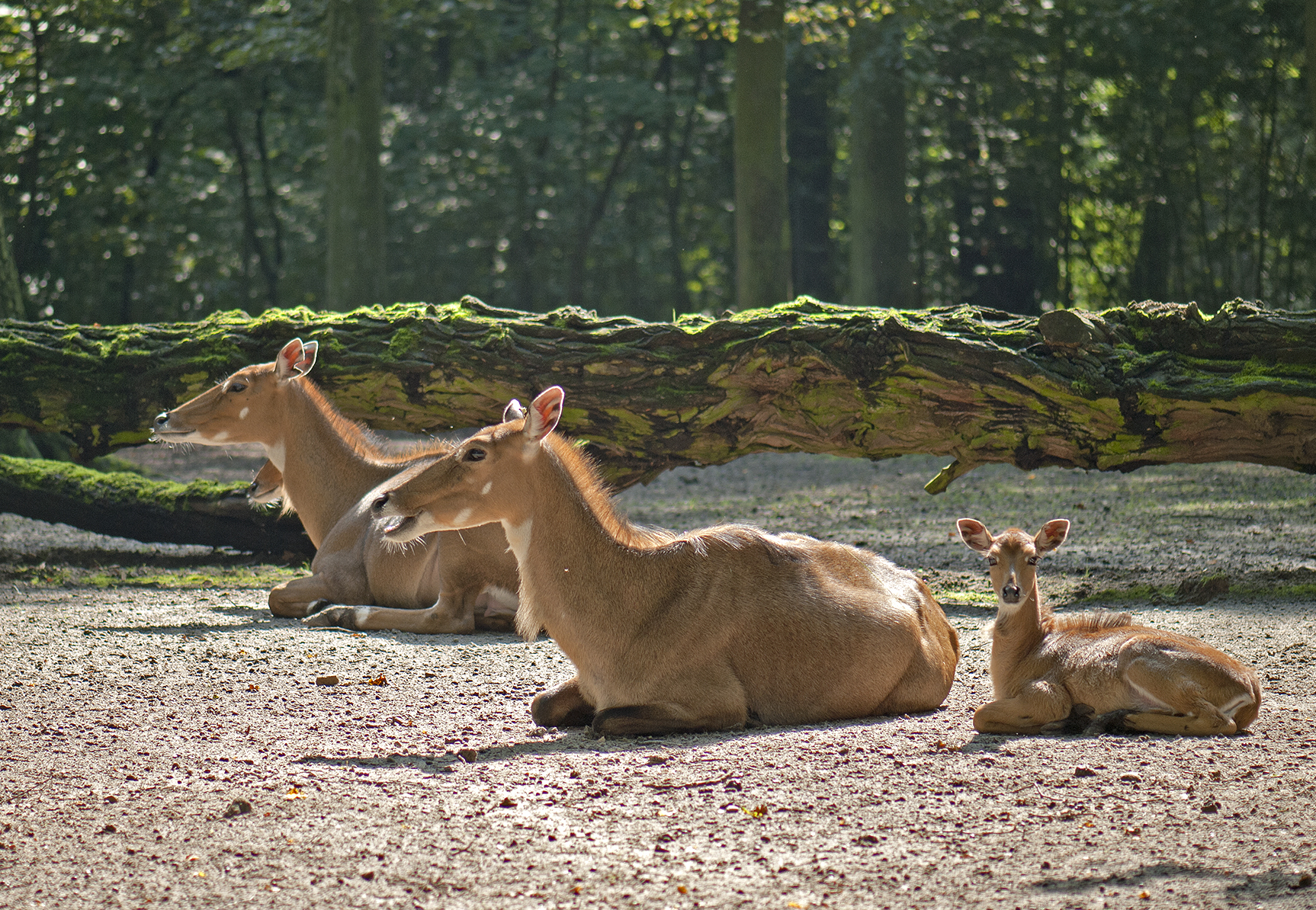
Osobniki dorosłe z młodym

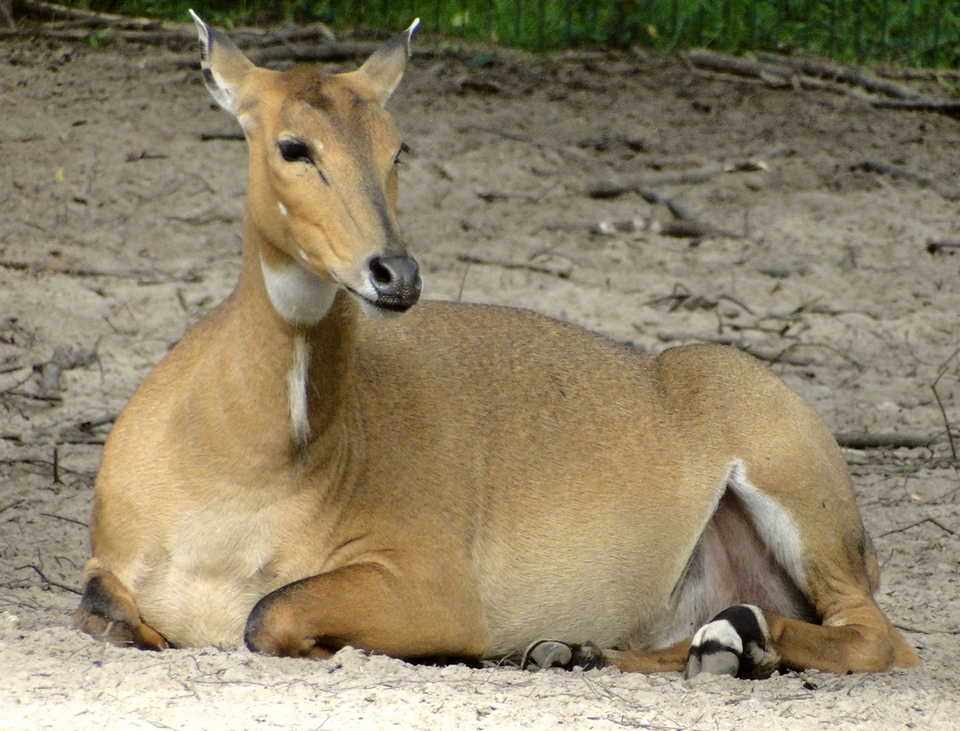
Samica

Barwa sierści ciemnopopielata, przechodząca u samców w niebieskawą, a u samic w brązową. Samce osiągają 1,8–2 m długości, nie licząc ogona, który dorasta do 45 cm. Wysokość w kłębie 1,2–1,5 m. Rogi niedługie, stożkowate – do 25 cm. Największe samce osiągają masę ponad 270 kg. Dymorfizm płciowy, oprócz różnic w ubarwieniu, ujawnia się też w wielkości i innych szczegółach wyglądu – samice są mniejsze i nie mają rogów, a na szyi samców pojawia się długa, ciemna "broda", słabo zaznaczona u samicy. 
Dojrzałość płciową uzyskują ok. 18 miesiąca życia. Ciąża trwa 8 miesięcy. Samica rodzi zwykle 2 młode.
Nilgau indyjskie żyją w stadach od 4 do 20 osobników. Stare samce przechodzą czasem do samotniczego trybu życia.

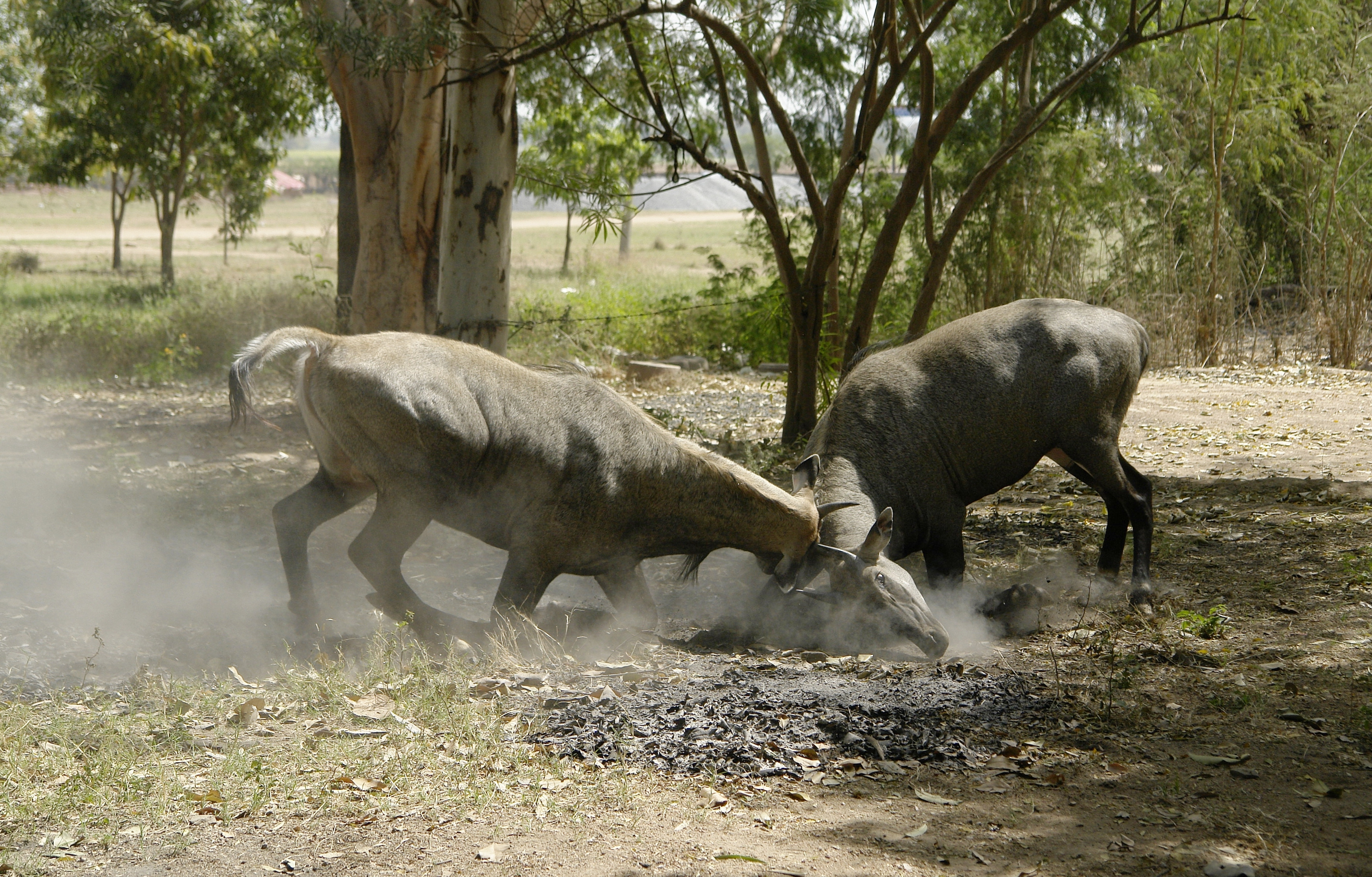
Walczące nilgau idyjskie